# Musik Griechenlands
Die Musik Griechenlands ist vielseitig und regional sehr unterschiedlich. Volksmusik hat in Griechenland einen hohen Stellenwert und auch die moderne Musik ist stark durch die Folklore geprägt. In vielen Bereichen weist die griechische Volksmusik Einflüsse aus der Kirchenmusik auf, bzw. sind noch ältere Elemente, so z. B. die Pentatonik in Epirus, aus der Antike enthalten.
Die regionalen Stile unterscheiden sich stark in Melodie und Instrumentennutzung, weisen aber parallel eindeutige Gemeinsamkeiten in Rhythmik und Textinhalten auf.
Diese Unterschiede gehen überwiegend auf die geographischen Gegebenheiten zurück, welche die jeweiligen Regionen durch Wasser oder Gebirgszüge voneinander trennen.
Die griechische Musik weist zudem zwei musikalische Standbeine auf. Zum einen die der festländisch-mutterländischen Musik und zum anderen die kleinasiatische Musik, welche demnach einige orientalische Elemente beinhaltet. Die Musik der Ägäis weist wiederum einen eigenen Stil auf, welcher je nach Nähe zum Mutterland oder zu Kleinasien, von den jeweiligen Elementen beeinflusst worden sein kann.

## Die Musik von Byzanz
Vor allem die Kirchenmusik des oströmischen byzantinischen Reiches stellt ein entscheidendes Bindeglied zwischen der Musik der Antike und der mittelalterlichen Musikgeschichte dar (Beispiel: Der Gregorianische Gesang in seiner Urform in Byzanz). Sie hat die Kirchenmusik in den osteuropäischen Ländern entscheidend geprägt und lebt heute in veränderter Form in der griechischen Kirchenmusik weiter.

## Volksmusik (Dimotiki Mousiki)
Dimotiki Mousiki (von Dimos das Volk) oder passender Ellinika dimotika tragoudia ist die traditionelle griechische Volksmusik vor allem aus dem ländlichen Raum. Sie wird von Klarinetten, Gitarren, Rahmentrommeln mit Schellen (Defi) und Geigen begleitet und schließt Tanzmusikformen wie den chaniotischen Syrto, den Reigentanz Kalamatiano, den Tsamiko oder Arvanitikos (Tanz der Tapferkeit) und den Chasaposerviko ein. Vokalmusik wie die Kleften-Lieder, die während des Partisanenkrieges gegen die osmanische Herrschaft ab 1715 von den Rebellen gesungen wurden, sind in der Regel Lieder von Kampf, Tod, Treue und Verrat, also meist tragischer Natur, was neben der Liebe heute noch das tragende Element der griechischen Musik ist.
Alte Volkslieder, die Paradosiaka, aus Thessalien und Mittelgriechenland werden überwiegend mit Klarinette und Violine gespielt. Die Lieder handeln oft vom osmanischen Joch, von Krieg und Vertreibung.
Die Volkslieder der Inseln, die Nisiotika, sind oft temperamentvoll oder melancholisch. Vorherrschende Instrumente sind die Laute, die Violine, das Hackbrett Santouri mit 100 bis 140 Saiten und die birnenförmige Kretische Lyra.
In Nordgriechenland wird immer noch häufig ein Dudelsack gespielt, und zwar die auch in Bulgarien oft vorkommende Gajda, sowie die Zurna, ein konisches Doppelrohrblattinstrument, das bis weit in den arabischen Raum, in der Türkei und in Armenien verbreitet ist. Letztere spielt meist mit der großen Trommel Daouli zusammen. Auf den griechischen Inseln wird eine weitere Dudelsackart, die Tsambouna, gespielt, die im Unterschied zur Gajda keine Bordunpfeife, dafür aber zwei Parallelspielpfeifen hat. Auf Karpathos wird sie klassisch im Trio mit Lyra und Laute gespielt.
Bis zu den nationalsozialistischen Pogromen im Zweiten Weltkrieg war in Thessaloniki eine starke sephardische Musiktradition verbreitet, die heute von der Sängerin Savina Yannatou weitergegeben wird.
Viele der frühesten Aufnahmen wurden von den Arvanites (albanischstämmigen Griechen) Giorgia Mittaki und Giorgios Papasideris gemacht. Zu den Instrumentalisten der älteren Generation gehörten Klarinettenvirtuosen wie Kostas Karakostas, Tassos Chalkias, Baggelis und Vassilis Soukas, noch aktiv sind Petroloukas Chalkias, Giannis Basilopoulos, Giorgos Mangas, Giorgos Yevyelis und Vassilis Saleas, der zusammen mit Theodorakis auf dem Album Litany zu hören ist, der Oudspieler Nikos Saragoudas, der auch Bauchtanzmusik spielt, und die Fiedler Giorgos Koros, Stathis Koukoularis, Nikos Chatsopoulos, Nikos Oikonomidis und Giannis Zeygolis. Zu erwähnen ist auch der 2001 verstorbene Santourispieler Aristidis Moschos.
Griechische Folklore wird oft auf Instrumenten gespielt, die schon im Altertum von Griechen und Persern gespielt wurden. Später wurden diese Instrumente von Arabern und Mauren übernommen, die sie dem Westen übermittelt haben.
Einige griechische Volkslieder wurden in den letzten Jahrzehnten auch bei uns populär, allerdings in deutschen Übersetzungen. Beispiele sind Der Eseltreiber und Kawuras, der Krebs.

## Populäre Musik (Laïki Mousiki)

### Rembetiko
Die Laïki Mousiki hat ihre Wurzeln im Rembetiko, der in den 1920er- und 1930er-Jahren vor allem in städtischen Subkulturen entstand. In den griechisch geprägten Vierteln kleinasiatischer Städte wie Smyrna (heute Izmir) und Konstantinopel (Istanbul) verbreiteten sich ab den 1820er Jahren Smyrnéïka tragoudia („Lieder im Smyrna-Stil“) genannte Volkslieder. Aus Kleinasien stammende Griechen, die durch den Bevölkerungsaustausch infolge der Kleinasiatischen Katastrophe ein Subproletariat in den Städten bildeten, entwickelten diesen klassisch-türkisch geprägten Musikstil, der zu den Wurzeln des Rembetiko gezählt wird. Typische Instrumente sind Bouzouki, Gitarre, Baglamas, Akkordeon und Geige. Zu den bekanntesten Komponisten und Interpreten des Rembetiko gehörten Markos Vamvakaris, Manolis Chiotis und Vassilis Tsitsanis. Die Lieder handeln oft von der Fremde, der Liebe, dem Gefängnis, Alltag und Elend. Wegen ihrer schwermütigen Stimmung und ihres Ursprungs in den Elendsquartieren wird der Rembetiko häufig als der griechische Blues bezeichnet. Der Film 'Rembetiko' von Kostas Ferris aus dem Jahr 1983 gibt einen Eindruck von Lebensbedingungen und Lebensstil der Rembetes.
In den 1930er- bis in die 1950er-Jahre entstanden die meisten der traditionellen Rembetiko-Lieder. Sie waren im griechischen Bürgertum verpönt. Die Komponisten Manos Chatzidakis und Mikis Theodorakis griffen musikalische und thematische Elemente des Rembetiko in ihren Kompositionen auf und machten ihn dadurch salonfähig.

### Neuere Laïki Mousiki
Laïkó ist die populäre Musik, die in der Mitte der 1950er-Jahre den Rembetiko ablöste. Besonders die Lieder von Tsitsanis sprachen mit ihren Texten nicht nur das Subproletariat, sondern auch die Probleme der restlichen Bevölkerung an, sodass der Rembetiko schon zu Beginn der 1950er-Jahre ein breiteres Publikum erreichte, was aber auch zu gravierenden stilistischen Veränderungen führte. Besonders die Rolle der Interpreten nahm zu, während die Komponisten in den Hintergrund traten. Sänger wie Stelios Kazantzidis, Manolis Angelopoulos, Grigoris Bithikotsis, Panos Gavalas und Sängerinnen wie Giota Lydia, Poly Panou, Kaity Grey und Mairy Linda werden berühmt. Manolis Chiotis fügte der Bouzouki eine Doppelsaite hinzu und versuchte, Bouzoukimusik salonfähig zu machen. Er führte lateinamerikanische Rhythmen wie Mambo und Rumba ein; auch Mimis Plessas griff auf unterschiedlichste Rhythmen zurück. Musiker wie Giorgos Zambetas und Akis Panou entwickeln ihren eigenen Stil. Trotz allem wurde – wie vor ihr der Rembetiko – die populäre Musik bis vor wenigen Jahren von den gebildeten Kreisen nicht akzeptiert. Im Radio wurde sie für Jahrzehnte nicht gespielt. Kritisiert wurden die apolitische Grundhaltung und die türkischen Ursprünge.

### Populäres Kunstlied (Éntechno Tragoudi)
Im Entechno treffen sich Elemente des Rembetiko mit westlichen Lied- und Chansonformen und bei einigen Komponisten (z. B. bei Giannis Markopoulos) traditioneller Dimotiki Mousiki. Mikis Theodorakis und Manos Chatzidakis gelten als die Begründer dieser Musikrichtung in den 1950er-Jahren. Viele Entechna Tragoudia sind Vertonungen von Gedichten bekannter griechischer Dichter und verhelfen so der Lyrik zu einer außergewöhnlichen Popularität. Zu den Sängern gehören beispielsweise Maria Farantouri und Nena Venetsanou.
Sänger traditioneller Musik erschienen in den 1960er-Jahren mit Dionysis Savvopoulos; viele dieser Musiker spielten Neo kyma, eine Mischung von Entechno und französischen Chansons. Savvopoulos vermengte Einflüsse US-amerikanischer Musiker wie Bob Dylan und Frank Zappa mit makedonischer Volksmusik und politischen Liedtexten. Einen ähnlichen Musikstil bieten Künstler wie Arletta, Mariza Koch und Kostas Chatzis.
Während der Militärdiktatur 1967–1974 und in den Jahren danach griffen die Texte häufig politische Themen auf, auch in versteckten Anspielungen. Etliche Sänger und Komponisten beteiligten sich am Widerstand gegen die Obristen und ihre Musik wirkte identitätsstiftend für die Opposition über die Grenzen von Generationen und politischen Gruppierungen hinweg. Die Obristen verboten die Musik von Theodorakis, den Besitz seiner Platten und das Singen und Hören seiner Lieder.

### Aktuelle Entwicklungen
Zu Savvopoulos’ Schülern gehört Nikos Xydakis, der den Laïkó durch die Benutzung orientalischer Instrumente modernisierte. Sein erfolgreichstes Album war Konta sti Doxa Mia Stigmi (1987, mit Eleftheria Arvanitaki).
Vor allem in den 1980er- und 1990er-Jahren war Vangelis der international erfolgreichste griechische Musiker. Seine Titel Chariots of Fire (1981) und Conquest of Paradise (1995) wurden Welthits, auch So Long Ago, So Clear sollte nicht unerwähnt bleiben.
Der Sänger und Komponist Giorgos Dalaras ist europaweit bekannt geworden. Seine Lieder wurzeln in der griechischen Musiktradition, andererseits hat er auch ein Faible für US-amerikanischen Songwriter Pop, den er bisweilen unter die griechisch instrumentierten Balladen mengt.
Auch die griechische Rockmusik hat in Gestalt von Giannis Aggelakas (Mitglied der populären Punk-Band Trypes) oder der ursprünglich aus dem Punk-Rock kommenden Gruppe Γκουλαγκ (Gulag) relativ niveauvolle Vertreter vorzuweisen. Im Black-Metal-Bereich sorgte vor allem die Band Rotting Christ für einige Musikexporte.
Im Bereich der elektronischen Musik ist Michalis Delta erwähnenswert, dessen zusammen mit Tania Tsanaklidou 2001 aufgenommenes Album To chroma tis meras ein deutliches Beispiel für die Vermischung moderner Musik mit traditionellem Gesang ist.
Kristi Stassinopoulou ist seit der internationalen Veröffentlichung ihrer CD Echotropia regelmäßiger Gast in den World Music Charts Europe, nachdem es 1983 beim Eurovision Song Contest nur zu einem mageren 14. Platz gereicht hatte. Die ehemalige Musical-Darstellerin mit den weitverzweigten musikalischen Wurzeln hat zusammen mit ihrem Lebenspartner Stathis Kalyviotis einen zwar eigenwilligen, aber auch sehr eingängigen und poetischen Weltmusik-Sound kreiert. Überdies war sie in der Vergangenheit auch als Fantasy-Autorin aktiv.
Im Techno-Bereich hat sich vor allem das Tüftlerduo Αλλου (Allou) profilieren können, das den gängigen Schemata der House-, Trance- und Breakbeat-Musik besonders im sprachlich-gesanglichen Bereich eine griechische Prägung hinzugefügt hat. Ihre im Jahr 2000 erschienene Debüt-CD zehrt aber auch von stilistischen Anleihen bei populären Vorbildern, wie Kraftwerk oder Cabaret Voltaire.

## Kunstmusik
Bis in das 19. Jahrhundert wurde die griechische Kunstmusik in Westeuropa kaum beachtet. Dennoch hatte Kreta vor 1669 eine wichtige Musikkultur. Frangiskos Leondaritis war ein Komponist, der in Kreta, Venedig und München Karriere gemacht hatte.
Ab dem beginnenden 19. Jahrhundert bildete sich auf den Ionischen Inseln die so genannte Ionische Schule, deren Komponisten vor allem nach italienischer Tradition vorwiegend Vokal- und Instrumentalwerke schufen, aber seit 1830 haben sie auch Elemente der Volksmusik und der Populärmusik genutzt. Die wichtigsten Komponisten der Ionischen Schule sind Nikolaos Mantzaros, Pavlos Carrer, Spiridon Xindas (1810–1896) und Spiro Samara. Dionissios Rodotheatos und Dimitris Lialios führten die romantische symphonische Musik in Griechenland ein. Gegen Ende des Jahrhunderts und nach Gründung des Athener Konservatoriums besannen sich die Komponisten zunehmend auf die griechische Volksmusiktradition: Manolis Kalomiris und Dimitri Mitropoulos etablierten eine griechische Nationale Schule. Dennoch war Mitropoulos ein Komponist der Neuen Musik (z. B., Ostinata, Concerto Grosso, 10 Inventiones). Nikos Skalkottas war als Schüler Schönbergs der erste seriell komponierende Grieche, die bekanntesten Vertreter der Neuen Musik aus Griechenland sind Theodore Antoniou und Iannis Xenakis. Auch die bekanntesten Komponisten des Rembetiko und der griechischen Filmmusik, Mikis Theodorakis und Manolis Hadjidakis, haben Werke für klassische Besetzungen komponiert. Heute orientieren sich die zeitgenössischen griechischen Komponisten am internationalen Musikgeschehen, teilweise jedoch unter Einbeziehung traditioneller Melodien und Instrumente.
Weitere griechische Komponisten sind
- Andreas Nezeritis (1897–1980)
- Leonidas Zoras (1905–1987)
- Giannis A. Papaionnou (1910–1989)
- Anestis Logothetis (1921–1994)
- Dimitris Fampas (1921–1996)
- Jani Christou (1926–1970)
- Dimitri Terzakis (geb. 1938)
- Eleni Karaindrou (geb. 1941)
- Georges Aperghis (geb. 1945)
- Michalis Travlos (geb. 1950)
- Minas Borboudakis (geb. 1974)
- Marios Joannou Elia (geb. 1978)
- Dionysis Savvopoulos (geb. 1944)